# Aspio (fiume)
L'Aspio è un fiume della regione Marche.
Nasce alla confluenza dei fossi di Offagna, Polverigi e di quello di Gallignano, pressappoco tra Offagna e Montesicuro, e raccoglie le acque dell'interno di Ancona, del Monte Conero e delle colline di Osimo.
Scorre prima verso est e poi, dopo Aspio Terme (frazione di Camerano), cambia direzione e si dirige a sud-est, verso il mare. Riceve le acque del suo affluente di sinistra Rio Marganetto e quindi, sempre da sinistra, di tutto il versante occidentale del Promontorio del Conero, attraverso i torrenti Boranico e Betelico; l'unico affluente importante di destra è il Rio Scaricalasino, che riceve in un punto compreso tra le confluenze dei due torrenti del Conero. Sfocia quindi nel Musone a circa due chilometri dal Mare Adriatico.
Dall'anno 1000 circa fino al 1532 fece da confine alla Repubblica di Ancona. Sulla valle dell'Aspio si affacciano infatti Montesicuro, la Rocca di Offagna e quella della Rocca di Bolignano, tre dei castelli di Ancona.
Fino alla metà del Trecento (1367 circa) ebbe un corso proprio ed una foce nel comune di Numana e una portata rilevante tanto da essere risalito con mezzi navali fino alla confluenza con il Rio Scaricalasino, nel territorio di Osimo, ove esisteva uno scalo navale. Dopo tale data si decise di deviare verso nord il Musone per evitarne l'impaludamento nella zone della foce originaria.
Nella zona di Scaricalasino si è verificata un'alluvione nel settembre del 2006.